# Bihari Napló
Bihari Napló – egy Nagyváradon megjelenő magyar nyelvű napilap. Az újság az 1946-ban megjelent Fáklya című napilap mellékletéből nőtt ki, mely melléklet 1970 decemberétől jelent meg Lakatos András főszerkesztésével. 1990. január 4-étől megszűnt a Fáklya, helyébe a Bihari Napló lépett. A lap magántulajdonban van. A szerkesztők az egykori Nagyváradi Napló – Ady Endre is ebben publikált először – szellemi örököseinek tekintik magukat.
Tagja a Romániai Magyar Nyelvű Helyi és Regionális Lapkiadók Egyesületének.

## A lap munkatársaiból
- Nagy-Bodó Tibor
- Varga András